# Pete Beyer
Peter Beyer (* 27. Januar 1987) ist ein ehemaliger britischer Biathlet.

## Karriere

### Teilnahmen an mehreren Weltmeisterschaften
Pete Beyer startete für das 1. Logistic Support Regiment. Er betreibt seit 2005 Biathlon, ab 2006 gehörte er zum britischen Nationalteam. Trainiert wurde er von Marc Walker. 2006 debütierte er in Obertilliach im Junioren-Europacup, 2007 trat er bei den Junioren-Europameisterschaften in Bansko an. Bestes Ergebnis war Platz 36 im Einzel. Bestes Ergebnis bei den Junioren-Weltmeisterschaften 2008 in Ruhpolding wurde ein 58. Platz in der Verfolgung, bestes Resultat der Junioren-EM kurz darauf Rang 63 im Sprint. In Idre debütierte Beyer 2008/09 im Biathlon-Europacup und wurde 104. im Sprint. Nur wenig später lief er in Hochfilzen in der Staffel ein erstes Rennen im Weltcup und wurde 21. Erster Höhepunkt in Beyers Karriere war die Teilnahme an den Biathlon-Weltmeisterschaften 2009 in Pyeongchang. Bei den Welttitelkämpfen in Südkorea erreichte der Brite als 92. des Einzels einen Achtungserfolg, im Sprint wurde er 114. und mit der Staffel an der Seite von Lee-Steve Jackson, Kevin Kane und Simon Allanson 25. Im Februar 2011 erreichte Beyer im IBU-Cup mit einem 18. Platz in einem Sprintrennen in Bansko seine beste Platzierung in der zweithöchsten Rennserie, welche er im Februar 2012 in Canmore erneut bestätigte. Auch an den Weltmeisterschaften 2011 in Chanty-Mansijsk nahm Beyer teil. Dort gelang ihm im Sprint mit einem Schießfehler Rang 72 und damit das beste Karriereresultat im Weltcup. In den Folgejahren gab es noch Teilnahmen an den Weltmeisterschaften 2012 und 2013, die ohne Top-100-Platzierungen allerdings enttäuschend verliefen. Seine letzten internationalen Rennen bestritt Beyer bei den Europameisterschaften 2013, wie bei seinem ersten Großereignis, in Bansko.

### Nationale Meisterschaftstitel
National konnte Beyer einige Erfolge, vor allem in Teamwettbewerben erreichen. 2007 und 2008 wurde er mit seiner Regimentsmannschaft im Staffelwettbewerb der Britischen Meisterschaften Vizemeister. 2009 gewann er den Titel gemeinsam mit Ash Ashworth, Paul Whibley und Jason Sklenar den Titel. Im Teamwettbewerb wurde Beyer 2009 Vizemeister und steuerte die beste Leistung aller Teamkameraden dazu bei. Auch 2010 gewann er mit der Staffel und im Team Gold sowie hinter Kane Silber im Massenstart. Die Meisterschaften 2011, 2012 und 2013 verliefen mit insgesamt neun Gold- und zwei Bronzemedaillen äußerst erfolgreich. Nach den Wettkämpfen 2013 beendete Beyer schließlich im Alter von 26 Jahren seine Karriere.

## Statistiken

### Weltcup-Platzierungen
Die Tabelle zeigt alle Platzierungen (je nach Austragungsjahr einschließlich Olympische Spiele und Weltmeisterschaften).
- 1.–3. Platz: Anzahl der Podiumsplatzierungen
- Top 10: Anzahl der Platzierungen unter den ersten zehn (einschließlich Podium)
- Punkteränge: Anzahl der Platzierungen innerhalb der Punkteränge (einschließlich Podium und Top 10)
- Starts: Anzahl gelaufener Rennen in der jeweiligen Disziplin
- Staffel: inklusive Mixed- und Single-Mixed-Staffeln

| Platzierung         | Einzel | Sprint | Verfolgung | Massenstart | Staffel | Gesamt |
| ------------------- | ------ | ------ | ---------- | ----------- | ------- | ------ |
| 1. Platz            |        |        |            |             |         |        |
| 2. Platz            |        |        |            |             |         |        |
| 3. Platz            |        |        |            |             |         |        |
| Top 10              |        |        |            |             |         |        |
| Punkteränge         |        |        |            |             | 18      | 18     |
| Starts              | 8      | 17     |            |             | 18      | 43     |
| Stand: Karriereende |        |        |            |             |         |        |

### Biathlon-Weltmeisterschaften
Ergebnisse bei den Weltmeisterschaften:
| Weltmeisterschaften | Weltmeisterschaften | Einzelwettbewerbe | Einzelwettbewerbe | Einzelwettbewerbe | Einzelwettbewerbe | Staffelwettbewerbe | Staffelwettbewerbe |
| Jahr                | Ort                 | Einzel            | Sprint            | Verfolgung        | Massenstart       | Herrenstaffel      | Mixedstaffel       |
| ------------------- | ------------------- | ----------------- | ----------------- | ----------------- | ----------------- | ------------------ | ------------------ |
| 2009                | Pyeongchang         | 92.               | 114.              | –                 | –                 | 25.                | –                  |
| 2011                | Chanty-Mansijsk     | 91.               | 72.               | –                 | –                 | 23.                | 18.                |
| 2012                | Ruhpolding          | 103.              | 129.              | –                 | –                 | 28.                | 24.                |
| 2013                | Nové Město          | 101.              | 103.              | –                 | –                 | 22.                | –                  |

### Juniorenweltmeisterschaften
Ergebnisse bei den Juniorenweltmeisterschaften:
| Weltmeisterschaften | Weltmeisterschaften | Einzel | Sprint | Verfolgung | Staffel |
| Jahr                | Ort                 | Einzel | Sprint | Verfolgung | Staffel |
| ------------------- | ------------------- | ------ | ------ | ---------- | ------- |
| 2008                | Ruhpolding          | 70.    | 60.    | 58.        | –       |